# Reunion in France
Reunion in France (bra: Uma Aventura em Paris; prt: Encontro em França) é um filme estadunidense de 1942, do gênero drama bélico-romântico, dirigido por Jules Dassin, e estrelado por Joan Crawford, John Wayne e Philip Dorn. O roteiro de Jan Lustig, Marvin Borowsky e Marc Connelly foi baseado em uma história de László Bús-Fekete e Charles Hoffman.
A trama retrata a história de uma mulher na França que, sabendo que seu amante rico tem conexões com os alemãos, ajuda um aviador estadunidense abatido. Ava Gardner aparece em um pequeno papel não-creditado como uma balconista parisiense.

## Sinopse
Em 1940, em Paris, na França, a Segunda Guerra Mundial está a todo vapor. Michele de la Becque (Joan Crawford) desconfia que Robert Cortot (Philip Dorn), seu noivo fabricante de munições, mantém contato com os alemães nazistas. A partir disso, ela descobre que apaixonou-se por Pat Talbot (John Wayne), um aviador estadunidense cujo avião foi derrubado. Talbot está sendo perseguido pela Gestapo, e Michele procura salvá-lo.

## Elenco
- Joan Crawford como Michele de la Becque
- John Wayne como Pat Talbot
- Philip Dorn como Robert Cortot
- Reginald Owen como Schultz, agente da Gestapo
- John Carradine como Ulrich Windler
- Moroni Olsen como Paul Grebeau
- Natalie Schafer como Amy Schröder
- Albert Bassermann como General Hugo Schroeder
- Ann Ayars como Juliette
- J. Edward Bromberg como Durand
- Henry Daniell como Émile Fleuron
- Howard da Silva como Anton Stregel
- Charles Arnt como Honoré
- Morris Ankrum como Martin
- Edith Evanson como Genevieve
- Ernest Dorian como Capitão
- Margaret Laurence como Clothilde
- Odette Myrtil como Madame Montanot

Não-creditados
- Ava Gardner como Marie, a balconista
- Henry Kolker como General Bartholomae

## Produção
O filme foi uma das duas produções da Metro-Goldwyn-Mayer ambientadas na França e lançadas em 1942 (a outra foi "Crossroads", estrelada por William Powell e Hedy Lamarr). Coincidentemente, os críticos consideraram os roteiros de ambos os filmes os mais complicados daquele ano.
A produção é o primeiro trabalho mais importante do diretor francês Jules Dassin, que voltou à divisão de filmes B do estúdio depois que a produção não se saiu bem nas bilheterias.

## Recepção
A Film Daily escreveu: "O filme, dirigido com competência por Jules Dassin, recebeu uma produção de primeira linha de Joseph L. Mankiewicz".
T. S., em sua crítica para o The New York Times, observou: "Se Reunion in France é o melhor tributo que Hollywood pode prestar às forças de libertação clandestinas francesas, então vamos tentar outra vez. [O filme é] simplesmente um exercício melodramático obsoleto para uma estrela muito popular. No papel de uma mulher rica e mimada que encontra sua 'alma' na derrota da França, Joan Crawford é adequada à história que lhe foi apresentada, mas isso dificilmente adequa-se ao tema".
Anos depois de fazer o filme, Joan Crawford foi citada dizendo: "Oh, Deus. Se existe vida após a morte e eu for punida por meus pecados, esta é uma das produções que eles vão me fazer ver repetidamente. John Wayne e eu perdemos a conta, não apenas por causa de um roteiro bobo, mas porque éramos tão incompatíveis. Tire John das selas e você terá problemas".

### Bilheteria
De acordo com os registros da Metro-Goldwyn-Mayer, o filme arrecadou US$ 1.046.000 nacionalmente e US$ 817.000 no exterior, totalizando US$ 1.863.000 mundialmente. O retorno lucrativo da produção foi de US$ 222.000.